# 베델 레슬리

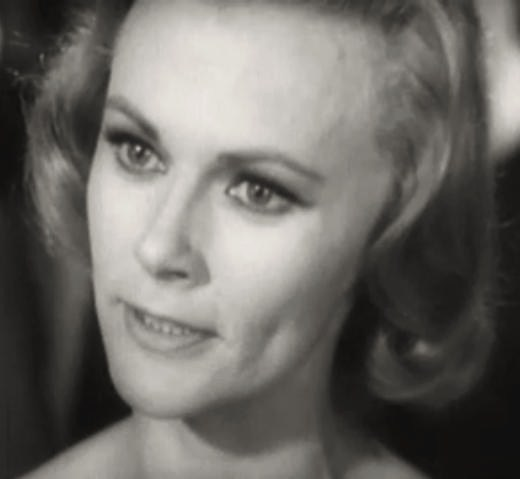

베설 레슬리(Bethel Leslie, 1929년 8월 3일 ~ 1999년 11월 28일)는 미국의 배우, 각본가이다.
뉴욕에서 태어났으며 뉴욕에서 사망하였다. 사인은 암이다.

## 출연 작품
- 병 속에 담긴 편지 (1999년) - 마타 역
- 인 콜드 블러드 (1996년)
- 엉겅퀴 꽃 (1987년)
- 밤으로의 긴 여로 (1987년)
- 비욘드 데스 도어 (1979년)
- 사랑의 선물 (1978년)
- 몰리 맥과이어스 (1970년)
- 벤 케이시 (1961년)

## 텔레비전
- 일렉트라 우먼 앤 다이나 걸 - 76년 TV시리즈 (1976년)
- 원 라이프 투 리브 (1968년)
- 캡틴 뉴먼, M.D. (1963년)

- 페리 메이슨 (1957년)
- 애즈 더 월드 턴즈 (1956년)
- 딜론 보안관 (1955년)
- 스튜디오 원 (1948년)